# Middelhavskorsved
Middelhavs-Korsved (Rhamnus alaternus) eller Stedsegrøn Korsved er en stedsegrøn busk eller et lille træ. Kronen er uregelmæssigt kuplet, og hovedgrenene er tykke.

## Beskrivelse
Barken er først lysegrøn til violet, men snart bliver den grålig og lidt ru. Gamle grene får en mørkebrun, furet bark. Knopperne er spredtstillede, tilliggende, ganske små og brune. Bladene ovale med tandet rand. Oversiden er blank og mørkegrøn, mens undersiden er grågrøn. 
Blomstringen sker i marts-maj. Da arten er særbo har hvert planteindivid enten kun hunlige eller kun hanlige blomster. Blomsterne er 5-tallige og regelmæssige i alle andre træk. Kronbladene er lysegrønne og ganske små. Frugterne er mørkerøde (senere sorte) stenfrugter med 2-3 hvide frø. 
Rodnettet er stort og når både langt ned og ud fra planten.
Højde x bredde og årlig tilvækst: 10 x 8 m (50 x 40 cm/år). Målene kan anvendes ved udplantning.

## Hjemsted
Arten er udbredt i Nordafrika, Mellemøsten og  Sydeuropa, hvor den er knyttet til kystnære områder med vinterregn. Den behøver fuld sol til let skygge og en porøs, veldrænet jord, og den optræder langs vandløb og skovbryn, på øer og i krat. 
I den maltesiske maki vokser arten langs tørre flodsenge sammen med bl.a. Oliven, Johannesbrødtræ, Mastikstræ, Sandarak, Terpentintræ og Ægte Laurbær

| Portal | Portal:Botanik |

## Note
1. ↑  www.maltawildplants.com: Edwin Lanfranco: Vegetation of the Maltese Islands (engelsk)